# 알리 하산 알자베르
알리 하산 알자베르(영어: Ali Hassan al-Jaber, 1955년 12월 12일 ~ 2011년 3월 12일)는 카타르 알자지라 방송국의 카메라 감독으로, 2011년 리비아 내전으로 사망한 첫 번째 외국 언론인이다.
리비아 내전을 취재하던 중 세 명의 외국 기자들이 사망했다. 팀 헤더링톤과 크리스 혼드로스는 미스라타에서, 안톤 함메를은 브레가 외각지역에서 사망했다.

## 교육
알자베르는 이집트 카이로 예술아카데미에서 영화 촬영을 전공했으며, 석사학위를 땄다.

## 경력
알자베르는 카타르의 CNBC 아라비아TV 카타르 지국장을 역임했으며, 도하의 카타르 방송국에서 영화부 책임자로 20년 이상 일했다. 또한 카타르와 쿠웨이트 등에 관한 다수의 다큐멘터리를 제작했으며, 후에 알자지라 방송국에 입사했다.

## 죽음
그의 마지막 임무는 2011년 리비아 내전을 취재하는 것이었다. 알자지라 통신원 바이바 왈드 암하디에 따르면, 알자지라 취재팀이 벵가지에서 남서쪽으로 50킬로미터 떨어진 술루크에서 반대 시위를 취재하고 복귀하고 있는 도중에, 신원을 알 수 없는 괴한이 그들이 탄 차를 향해 공격을 했다고 했다. 그는 방송을 통해, 알자베르는 세발의 총상을 입고 병원으로 옮겨졌지만 끝내 사망했으며, 알자지라의 리포터인 나세르 알하다르는 귀에 가벼운 총상을 입었다고 전했다. 언론인보호위원회는 리비아 내전이 시작된 이후 처음으로 외신 기자의 사망을 공식적으로 보도한 것이라고 말했다. 왈드 암하디는 공격에 사용됐던 탄약이 약해서 부서지기 쉬운 종류로, 시민군에 대항해 사용하고 있던 카다피 친위부대가 사용한 것과 같은 종류의 총알이라고 했다.

## 사후
3월 13일 국경 없는 기자회는 이 같은 사건에 격분했으며, 국제 사면 위원회는 잔인무도한 살인을 비난했다. 알자지라 방송은 알자베르 기자에 대한 살해 행위가 "비겁한 범죄"라고 비난한 뒤, 리비아를 포함한 어느 곳에서든지 전개되고 있는 사건들을 취재하는 임무를 계속해서 이어나갈 것이라고 공언했다. 3월 19일에 수천만의 시위대는 카타르 국기를 들고 알자지라와 언론인을 지지하는 구호를 외치며 벵가지로 모였다. 국제앰네스티 역시 알자베르가 리비아에서 살해당한 것을 비난하고, 취재진을 상대로 한 리비아 당국의 공격과 학대에 대해 경고했다. 국제앰네스티 중동.북아프리카국 말콤 스마트 국장은 “알 자지라 취재팀이 야만적이고 의도적인 공격 표적이 되었다”라고 말했다. 또한 “카타피 친위부대가 BBC 취재진 및 다른 기자를 구금해 구타하고 총격 위협을 가하는 등의 사건 직후 알리 하산 알자베르 살해 사건이 발생해, 대단히 충격적이다.”라며, “유엔인권위원회가 리비아 상황을 조사할 때 필수적으로 알자베르의 사망 및 다른 기자의 학대 사례에 대한 조사를 포함시키는 것은 물론 알자베르 살해 사건의 가해자는 이에 책임을 지도록 해야 한다”라고 밝혔다.

## 카타피 정권의 언론 통제
2월부터 시작된 내전으로 외국 언론인들은 카다피 친위부대에 의해 활동에 어려움을 겪어 왔으며, 1명의 외국 통신원이 구금되었다. 리비아 반정부 당국은 국제적인 기자들의 취재를 요청하며 그들을 초대했지만, 리비아의 친정부 세력인 카다피 정권은 자국 언론을 통제하는 것은 물론 외신 기자들의 입국을 막고 알자지라의 방송 신호에 재밍을 걸어 송출을 방해하는 등의 방법으로 어떻게든 시위의 실상과 유혈 사태가 외부로 전해지는 것을 차단하려 했다.
2월 21일 알자지라는 성명을 통해  “방송신호를 차단한 전파방해 경로를 추적한 결과 리비아 트리폴리 남쪽의 정보국 건물을 정확히 찾아냈다”고 밝혔다. 알자지라 대변인은 “미디어는 자유롭게 운영돼야 한다”며 “우리의 업무, 그리고 방송신호에 대한 모든 방해는 즉시 중단돼야 한다”고 말했다. 알자지라 방송은 현재 리비아 내에서 자사 웹사이트에 대한 접근이 여전히 차단된 상태라고 밝혔으나, 리비아 정부는 전파 방해와 관련해 아무런 입장을 밝히지 않았다. 알자지라 측은 위성방송사업자인 ‘아랍샛(Arabsat)’과 ‘나일샛(Nilesat)’의 통신위성들이 보내는 여러 주파수를 동시에 방해할 수 있는 거대 장치들로 인해 전파방해가 발생했다고 설명했다.
무하마르 카다피의 아들인 사이프 알이슬람 카다피는 몇 차례나 아랍 언론을 향해 구두 공격을 했다.
2월 26일에 그는 반정부 시위대에 외세가 개입했다며 리비아는 내전 위기를 맞고 있다고 경고했다. 그는 "아랍의 형제국가들이 언론인들에게 매달 돈을 주면서 리비아와 카다피에 저항하도록 선동하는 글을 쓰게 하고 있다"면서 시위대가 '이슬람 테러리스트'라는 일관된 입장을 유지했다.
또한 적어도 3명의 현지 기자들이 알자지라 방송을 통해 반정부 시위를 취재하던 중 리비아에서 실종되었다. 리비아 뉴스 웹사이트를 통해 리비아 정부를 신랄하게 비판해온 알자지라 방송기자인 아테프 알아트라쉬(Atef al-Atrash)가 2월 17일 반 카다피 시위가 확산된 이후 실종됐다. 그는 벵가지에서 알자지라와의 라이브 인터뷰 직후 연락이 두절된 것으로 알려졌다. 같은 달에 리비아 언론연합의 책임자인 살마 알샤아브와 친정부 아랍공화국의 기자인 수아드 알투라불스가 트리폴리에서 억류되었다고 알자지라 방송이 전했다.
리비아의 정치적 불안이 발생하기 시작한 2월 이후, 카다피 정부는 25번의 감금과 5번의 폭행, 2번의 뉴스 시설 공격, 알자지라와 알후라의 방송 신호에 재밍을 걸어 송출을 방해하고 인터넷 차단하는 등 40건 이상이 되는 언론 공격을 실행했으며, 이 같은 사실은 국제언론인보호위원회가 언론을 통해 입증했다.